# Okręg wyborczy Loughborough
Okręg wyborczy Loughborough powstał w 1885 r. i wysyła do brytyjskiej Izby Gmin jednego deputowanego. Okręg obejmuje miasta Loughborough i Shepshed wraz z okolicznymi wsiami w hrabstwie Leicestershire.

## Deputowani do brytyjskiej Izby Gmin z okręgu Loughborough
- 1885–1886: Edward Johnson-Ferguson, Partia Liberalna
- 1886–1892: Edwin de Lisle, Partia Konserwatywna
- 1892–1900: Edward Johnson-Ferguson, Partia Liberalna
- 1900–1918: Maurice Levy, Partia Liberalna
- 1918–1922: Oscar Guest, Partia Liberalna
- 1922–1924: Louis Spears, Narodowi Liberałowie
- 1924–1929: Frank Rye, Partia Konserwatywna
- 1929–1931: George Winterton, Partia Pracy
- 1931–1945: Lawrence Kimball, Partia Konserwatywna
- 1945–1955: Mont Follick, Partia Pracy
- 1955–1979: John Desmond Cronin, Partia Pracy
- 1979–1997: Stephen Dorrell, Partia Konserwatywna
- 1997–2010: Andy Reed(inne języki), Co-operative Party
- 2010–2019: Nicky Morgan, Partia Konserwatywna
- 2019–2024: Jane Hunt(inne języki), Partia Konserwatywna
- od 2024: Jeevun Sandher(inne języki), Partia Pracy

## Źródła
- Loughborough (1979–1983)
- Loughborough (1983–1997)
- Loughborough (1997–2010)
- Loughborough (2010–2024)
- Loughborough (2024–)